# Intelligenta godståg
Intelligenta godståg utmärks av att de utnyttjar information, registrerad under transporten, för att ge kunden eller operatören ett mervärde i form av högre punktlighet och bättre säkerhet.

## Bakgrund
Under slutet av 1900-talet uppstod praktiska möjligheter att med olika sensorer samla in olika mätvärden under tågets gång och utnyttja dem till information om:
- Onormala värden för vagnarnas gång på spåret.
- Aktuell position för tåget och vagnarnas gångtider.
- Gods som kan riskera att skadas.
- Inbrottsförsök i en tågvagn.

Samtidigt hade man börjat prova elektroniskt styrda tågbromsar (ECP = Electronically controlled brakes). Dessa ECP-bromsar är överlägsna de klassiska tryckluftsystemen genom att de sätter an bromsarna i alla vagnar utan någon fördröjning samtidigt som de kan eliminera hjullåsningar. Eftersom ECP-systemen har en elkabel som går genom hela tågsättet så öppnas möjligheten att via den kabeln kommunicera mätdata till loket.
Tillsammans erbjöd detta en plattform för ett helt informationssystem, som väsentligt skulle reducera riskerna för stopp och olyckshändelser, vilket i förlängningen förbättrar punktligheten och minskar godsskadorna.
Intelligenta godståg är ett samlingsbegrepp för de möjligheter som informationssystemen kan erbjuda. Innehållet kan variera från fall till fall.

## Sensorer
En mängd variabler kan mätas och fler kan tillkomma i framtiden:
- Lagerboxarnas temperatur hos alla axlar i hela tåget. Se hjulaxel (tåg). En alltför hög temperatur i förhållande till omgivningen tyder på onormal friktion i ett lager. Det kan snabbt (redan efter 20 minuter) utvecklas till ett lagerhaveri och i värsta fall en urspårning. Sensorerna mäter vanligen värmestrålningen från lagerboxen jämfört med omgivningen.
- Hjulringarnas temperatur. Se flänshjul. En alltför hög temperatur indikerar att bromsen ligger an. Om temperaturen blir för hög (>200 °C) kan sprickor uppstå och i värsta fall hjulringen lossna varvid urspårning sker. Sensorerna mäter normalt värmestrålningen från hjulringen.
- Hjulens rotation. Sensorerna mäter inducerade pulser på ett tandhjul. Informationen kan utnyttjas på tre sätt:
  - Omedelbart släppa bromsen om axeln låses - ett slags ABS-funktion. Se tågbroms.
  - Beräkna tågets relativa position sedan senaste positionerande balis och rapportera det till banans säkerhetssystem.
  - Bevaka om en vagn ska tas in för underhåll.
- Hjulens vertikala accelerationer. Beroende på mönstret kan man få larm om:
  - Hjulplattor (efter tjuvbromsningar) eller andra skador på hjulbanan. Ökar risken för lagerskador och rälsskador.
  - Skador på rälsen som med hjälp av positioneringsinformationen kan styra var spårunderhåll bör ske. Se järnvägsspår.
  - Urspårning när hjulen studsar mot slipers.
- Hjulens laterala accelerationer (i sidled). Kan styra var spårunderhåll bör ske.
- Strömavtagarens skick. Skador på lokens stömavtagare är en vanlig orsak till att kontaktledningen rivs ned:
  - Tryckkraft mot kontaktledningen. Ledningens rörelse uppåt mäts.
  - Kontaktskenans yta. Skenan fotograferas och analyseras av en dator varvid till exempel djupa märken upptäcks.
- Tillstånd hos lasten:
  - Vikt. Kan användas av godsets ägare för att registrera mängden av timmer, malm, olja och andra bulkvaror.
  - Temperatur. Viktigt vid till exempel transport av frysta varor.
  - Tryck hos gasformiga laster.
- Automatisk identifiering av vagnar och ev. lastbärare (containrar). Olika metoder används:
  - Avläsning av streckkoder på vagnsidorna
  - Tolkning av skylttexter på vagnsidorna
  - Aktivering och mottagning av ID-koder från RFID-etiketter (radio frequency identifier tags)

Sensorerna kan placeras på tre sätt:
- Utmed spåret. Redan idag finns i Sverige detektorer varmgång och tjuvbromsning. Målet är att ha en detektor minst var 50:e km. Även analys av strömavtagare finns. Larmen går då till tågklareraren som i sin tur larmar föraren att stanna.
- På alla fordon i tåget. ECP-bromsning kan då ske autonomt av varje vagn. Övriga larm kommuniceras direkt till föraren och vidare till en informationscentral.
- En hybridlösning med sensorer både utmed banan och med i tåget. Bedöms som den troliga lösningen i framtiden.

## Aktuerare
Utgöres av utrustningar som aktiveras att utföra något på en vagn:
- Bromsventiler för att till exempel släppa bromsen vid låsning.
- Automatisk särkoppling / hopkoppling av vagnar vid rangering på order från till exempel föraren. Förutsätter avancerade järnvägskoppel
- Automatisk tömning av bulklast till exempel öppning av bottenluckor i en malmvagn eller tippning av en flisvagn.

## Teknik
För intelligenta godståg krävs en informationsbärare för alla sensorer, aktuerare och informationscentral - en databuss. I USA, där godstrafiken har mycket högre marknadsandel än i Europa, har man på många tåg redan infört ECP-bromsar. Dessa bromssystem har då redan en kabel genom hela tåget för att hantera bromsningen. Man har då använt ett robust kommunikationsprotokoll som kallas Echelon som är överlagrat i den gemensamma kabeln. Det har då blivit relativt enkelt att öppna för flera anslutningar i varje vagn av till exempel sensorer och en uppsamling av allt i loket. Systemet har även den fördelen att sensorer och aktuerare kan strömförsörjas med samma kabel.
Andra lösningar har varit autonoma system som kommunicerar via radio till loket. Ett problem har då varit strömförsörjningen.
Det nya säkerhetssystemet för Europa ERTMS är delvis redan förberett för intelligenta godståg där eurobaliser utmed spåren skulle kunna utgöra kommunikationsmedel för detektorer utmed banan.

## Framtid
Denna artikel grundas mest på Rune Bergstedts rapport 2004. Där framgår bland annat:
- Intelligenta godståg kan vara en väg att öka konkurrenskraften mot andra transportsätt.
- Ett stopp eller en olycka för ett tåg drabbar även andra tågs punktlighet och måste på alla sätt förhindras. Övervakningsfunktionerna vad gäller hjulringar och lager kan då öka punktligheten och höja varumärket för operatören.
- Säkerheten är även viktig för operatörens varumärke. Kortare bromssträckor, larm vid onormala tillstånd i lasten samt inbrottsförsök är av värde både för operatören och kunden.
- Information om tågets position, vagnar och lastbärares identifikationer samt mängduppgifter om lasterna kan vara mycket viktiga för transportköparnas planering och övervakning.
- Det är sannolikt att man inför "intelligensen" främst på systemtåg som sällan rangeras och kopplas isär och som har homogen laststruktur.
- Införande på godståg som rangeras mycket kräver en standardisering av gränssnittet. Men standardiseringen kan snarast försvåra införandet eftersom olika länder har kommit olika långt och eftersom livslängden av en standard förmodas vara mycket kortare för dessa informationssystem.